# Sulaiman Hazazi
Sulaiman bin Yahya bin Salman Qarsh Hazazi (arabisch سليمان هزازي, DMG Sulaimān Hazāzī; * 1. Februar 2003) ist ein saudi-arabischer Fußballspieler.

## Karriere

### Klub
Er begann seine Karriere bei al-Wahda und wechselte zur Saison 2021/22 zum al-Taawoun.

### Nationalmannschaft
Seinen ersten Einsatz in der saudi-arabischen Nationalmannschaft am 4. Dezember 2021 bei einem 1:1 gegen Palästina während der Gruppenphase des FIFA-Arabien-Pokals 2021. In der Startelf wurde er in der 84. Minute für Moteb al-Harbi ausgewechselt.